# Campeonato Europeo Sub-18 1963
El Campeonato Europeo Sub-18 1963 se llevó a cabo en Inglaterra del 13 al 23 de abril y que contó con la participación de 16 selecciones juveniles de Europa por primera vez provenientes de una fase eliminatoria.
El anfitrión Inglaterra venció en la final a Irlanda del Norte para ganar el título por segunda vez.

## Eliminatoria
| Equipo 1     | Agr.    | Equipo 2          | Ida  | Vuelta |
| ------------ | ------- | ----------------- | ---- | ------ |
| Suecia       | 2–0     | Finlandia         | 2-0  | -      |
| Países Bajos | 11–2    | Gales             | 11–2 | -      |
| Polonia      | 2–3     | Hungría           | 1–1  | 1–2    |
| Portugal     | 5–5 (a) | Francia           | 4–2  | 1–3    |
| Austria      | 3–4     | Alemania Federal  | 1–2  | 2–2    |
| Yugoslavia   | 1–2     | Bulgaria          | 1–1  | 0–1    |
| Irlanda      | 3–4     | Irlanda del Norte | 1–1  | 2–3    |
| Grecia       | 3–2     | Turquía           | 2–1  | 1–1    |
| España       | 4–5     | Italia            | 2–2  | 2–3    |
| Luxemburgo   | 1–10    | Bélgica           | 0–2  | 1–8    |

## Clasificados
| - Bélgica - Bulgaria - Checoslovaquia (clasificado directo) - Inglaterra (anfitrión) |  | - Francia - Alemania Federal - Grecia - Hungría | - Italia - Países Bajos - Irlanda del Norte - Rumania (campeón defensor) | - Escocia (clasificado directo) - Unión Soviética (clasificado directo) - Suecia - Suiza (clasificado directo) |

## Fase de grupos

### Grupo A
| País             | J | G | E | P | GF | GC | GD | Pts |
| ---------------- | - | - | - | - | -- | -- | -- | --- |
| Escocia          | 3 | 2 | 0 | 1 | 8  | 3  | +5 | 4   |
| Alemania Federal | 3 | 2 | 0 | 1 | 6  | 9  | –3 | 4   |
| Grecia           | 3 | 1 | 1 | 1 | 8  | 7  | +1 | 3   |
| Suiza            | 3 | 0 | 1 | 2 | 3  | 6  | –3 | 1   |

| 13 abril | Grecia           | 7–2 | Alemania Federal |
|          | Escocia          | 3–1 | Suiza            |
| 15 abril | Alemania Federal | 2–1 | Escocia          |
|          | Suiza            | 1–1 | Grecia           |
| 17 abril | Escocia          | 4–0 | Grecia           |
|          | Alemania Federal | 2–1 | Suiza            |

### Grupo B
| País     | J | G | E | P | GF | GC | GD | Pts |
| -------- | - | - | - | - | -- | -- | -- | --- |
| Bulgaria | 3 | 2 | 1 | 0 | 5  | 2  | +3 | 5   |
| Italia   | 3 | 2 | 0 | 1 | 8  | 3  | +5 | 4   |
| Francia  | 3 | 1 | 0 | 2 | 4  | 7  | –3 | 2   |
| Hungría  | 3 | 0 | 1 | 2 | 2  | 7  | –5 | 1   |

| 13 abril | Bulgaria | 2–0 | Francia  |
|          | Italia   | 3–0 | Hungría  |
| 15 abril | Hungría  | 1–1 | Bulgaria |
|          | Italia   | 4–1 | Francia  |
| 17 abril | Bulgaria | 2–1 | Italia   |
|          | Francia  | 3–1 | Hungría  |

### Grupo C
| País            | J | G | E | P | GF | GC | GD  | Pts |
| --------------- | - | - | - | - | -- | -- | --- | --- |
| Inglaterra      | 3 | 3 | 0 | 0 | 10 | 0  | +10 | 6   |
| Rumania         | 3 | 2 | 0 | 1 | 3  | 3  | 0   | 4   |
| Países Bajos    | 3 | 1 | 0 | 2 | 3  | 8  | –5  | 2   |
| Unión Soviética | 3 | 0 | 0 | 3 | 1  | 6  | –5  | 0   |

| 13 abril | Inglaterra      | 5–0 | Países Bajos    |
|          | Rumania         | 1–0 | Unión Soviética |
| 15 abril | Países Bajos    | 3–1 | Unión Soviética |
|          | Inglaterra      | 3–0 | Rumania         |
| 17 abril | Unión Soviética | 0-2 | Inglaterra      |
|          | Rumania         | 2–0 | Países Bajos    |

### Grupo D
| País              | J | G | E | P | GF | GC | GD | Pts |
| ----------------- | - | - | - | - | -- | -- | -- | --- |
| Irlanda del Norte | 3 | 2 | 1 | 0 | 6  | 4  | +2 | 5   |
| Bélgica           | 3 | 2 | 0 | 1 | 5  | 3  | +2 | 4   |
| Checoslovaquia    | 3 | 1 | 0 | 2 | 4  | 5  | –1 | 2   |
| Suecia            | 3 | 0 | 1 | 2 | 6  | 9  | –3 | 1   |

| 13 abril | Checoslovaquia    | 4–2 | Suecia            |
|          | Irlanda del Norte | 2–1 | Bélgica           |
| 15 abril | Bélgica           | 2–1 | Suecia            |
|          | Irlanda del Norte | 1–0 | Checoslovaquia    |
| 17 abril | Suecia            | 3–3 | Irlanda del Norte |
|          | Bélgica           | 2–0 | Checoslovaquia    |

## Fase Final

### Semifinales
| Equipo 1          | Resultado | Equipo 2   |
| ----------------- | --------- | ---------- |
| Escocia           | 0-1       | Inglaterra |
| Irlanda del Norte | 3-3 (M)   | Bulgaria   |

### Tercer Lugar
| Equipo 1 | Resultado | Equipo 2 |
| -------- | --------- | -------- |
| Escocia  | 4-2       | Bulgaria |

### Final
| 23 de abril de 1963 | Inglaterra                                                   | 4:0 (1:0) | Irlanda del Norte | Londres,                                              |                                                       |
|                     | Napier 5' (a.g.) · Sammels 48' · Sissons 59' · Whittaker 67' |           |                   | Asistencia: 34.582 espectadores Árbitro(s): Kreitlein | Asistencia: 34.582 espectadores Árbitro(s): Kreitlein |

## Campeón
| Eurocopa Sub-18 1963  |
| --------------------- |
| Bandera de Inglaterra |
| Inglaterra 2º Título  |